# Taylor Dent
Taylor Phillip Dent (Newport Beach, 24 aprile 1981) è un allenatore di tennis ed ex tennista statunitense.
A differenza dei tennisti moderni Dent usava spesso il serve & volley avendo un servizio molto potente e un ottimo gioco a rete.
È figlio di Phil Dent, ex tennista.

## Carriera

### I primi anni e l'infortunio
Ha raggiunto sette finali in carriera vincendone quattro, la vittoria più importante è stata a Memphis dove ha sconfitto in soli due set il futuro numero uno al mondo Andy Roddick.

Nel 2004 ha partecipato alle Olimpiadi arrivando fino alle semifinali dove è stato sconfitto da Nicolás Massú, vincitore della medaglia d'oro. Nella finale per la medaglia di bronzo si arrende solo al 16-14 del terzo set contro Fernando González, fermandosi quindi a un passo dal podio.

Nel 2006 insieme a Lisa Raymond vince la Hopman Cup sconfiggendo in finale l'Olanda. Nello stesso anno non partecipa a molti match importanti a causa di un infortunio alla schiena e nel marzo 2007 decide di farsi operare per risolvere il problema.

### Ritorno nel 2008 e ritiro definitivo
Nel 2008 riceve una wild card potendo tornare a giocare un torneo atp, a Newport, ma viene sconfitto al primo turno da Frank Dancevic. A novembre arriva la prima vittoria, al JSM Challenger contro Frédéric Niemeyer e al turno successivo elimina la testa di serie numero due Robert Kendrick ma la serie di vittorie si ferma ai quarti di finale dove si ritira.

Grazie al protected ranking prende parte agli Australian Open 2009 ma viene eliminato al primo turno da Amer Delić. Riesce a qualificarsi per il Sony Ericsson Open 2009 ed elimina Nicolás Almagro e Tommy Robredo, entrambi teste di serie, prima di arrendersi agli ottavi di finale contro Roger Federer. La sfida contro lo svizzero si conclude 3–6, 2–6 ma nonostante il risultato è stato un match molto combattuto con un turno di servizio del numero due al mondo durato quasi un quarto d'ora e con otto palle break non sfruttate da Dent.

Riesce a qualificarsi pure al Torneo di Wimbledon 2009 ma viene sconfitto al primo turno in cinque set da Daniel Gimeno Traver. Ottiene una wildcard per gli US Open tornando a giocare un match dal 2005.

Nel primo turno elimina Feliciano López e nel turno successivo elimina in cinque combattuti set Iván Navarro, dopo questa vittoria ha usato il microfono dell'arbitro per ringraziare del grandissimo supporto dimostratogli. Nel terzo turno però deve arrendersi in soli tre set a Andy Murray.

Conclude l'anno vincendo due challengers, il primo ad Oklahoma e il secondo a Knoxville.

Il 2010 inizia con gli Australian Open, al primo turno elimina Fabio Fognini ma al secondo turno incontra Jo-Wilfried Tsonga, testa di serie numero 10, che ha la meglio in tre set. Partecipa anche al Roland Garros e nel match contro Nicolás Lapentti serve a 240 km/h superando così il record del torneo che apparteneva a pari merito a Andy Roddick e Fernando Verdasco con 232. Nel turno successivo viene eliminato dallo svedese Robin Söderling con un secco 6-0, 6-1, 6-1.

Riesce a qualificarsi anche a Wimbledon e, dopo aver sconfitto Juan Ignacio Chela, si ritrova come avversario al secondo turno Novak Đoković. In questo match serve a 238 km/h stabilendo anche a Londra il nuovo record per il torneo. Viene comunque sconfitto da Đoković in tre set.

L'8 novembre 2010 annuncia il suo ritiro dal tennis professionistico.

## Vita privata
Taylor Dent è sposato con la collega Jennifer Hopkins. La coppia ha quattro figli.

## Statistiche

### Singolare

#### Vittorie (4)
| Legenda                     |
| Grande Slam (0)             |
| Tennis Masters Cup (0)      |
| ATP Masters Series (0)      |
| ATP Championship Series (1) |
| ATP Tour (3)                |

| Titoli per superficie |
| Cemento (2)           |
| Terra rossa (0)       |
| Erba (1)              |
| Sintetico (1)         |

| N° | Data              | Torneo                                                                  | Superficie    | Avversario in finale | Punteggio     |
| 1. | 7 luglio 2002     | Campbell's Hall of Fame Championships, Newport                          | Erba          | James Blake          | 6–1, 4–6, 6–4 |
| 2. | 17 febbraio 2003  | Regions Morgan Keegan Championships and the Cellular South Cup, Memphis | Cemento (i)   | Andy Roddick         | 6–1, 6–4      |
| 3. | 22 settembre 2003 | Thailand Open, Bangkok                                                  | Cemento (i)   | Juan Carlos Ferrero  | 6–3, 7–6(5)   |
| 4. | 29 settembre 2003 | Kremlin Cup, Mosca                                                      | Sintetico (i) | Sargis Sargsian      | 7–6(5), 6–4   |

#### Finali perse (3)
| N° | Data            | Torneo                                     | Superficie | Avversario in finale | Punteggio           |
| 1. | 10 ottobre 2004 | AIG Japan Open Tennis Championships, Tokyo | Cemento    | Jiří Novák           | 7–5, 1–6, 3–6       |
| 2. | 9 gennaio 2005  | Next Generation Hardcourts, Adelaide       | Cemento    | Joachim Johansson    | 5–7, 3–6            |
| 3. | 24 luglio 2005  | RCA Championships, Indianapolis            | Cemento    | Robby Ginepri        | 6–4, 3–6, 0–3, rit. |